# Caspar Bartholin (1655–1738)
Caspar Bartholin (avagy Caspar Bartholin Secundus; Koppenhága, 1655. szeptember 10. – 1738. június 11.) dán anatómus volt, ő írt először a Bartholin-mirigyekről a 17. században.
Caspar Bartholin (1582–1629) teológus és anatómus unokája, Thomas Bartholin fia. A Bartholin-mirigyek felfedezést gyakran tévesen nagyapjának, idősebb Bartholinnak tulajdonítják. 
 Orvostudományi tanulmányait 1671-ben kezdte. 1674-ben a király professzorrá nevezte ki. 1677-ben írta le a róla elnevezett mirigyeket. 1696 környékén Jacob B. Winsløw dán anatómus Bartholin mellett dolgozott boncnokként. 1731-ben örökletes nemesi rangot kapott.

## Fordítás
- Ez a szócikk részben vagy egészben  a   Caspar Bartholin the Younger című angol Wikipédia-szócikk ezen változatának fordításán alapul.  Az eredeti cikk szerkesztőit annak laptörténete sorolja fel. Ez a jelzés csupán a megfogalmazás eredetét és a szerzői jogokat jelzi, nem szolgál a cikkben szereplő információk forrásmegjelöléseként.